# Sosibia aurita
Sosibia aurita is een insect uit de orde Phasmatodea en de familie Diapheromeridae. De wetenschappelijke naam van deze soort is voor het eerst geldig gepubliceerd in 1793 door Johann Christian Fabricius.